# Домашевская, Эвелина Павловна
Эвелина Павловна Домашевская (род. 12 марта 1935, Харбин,Маньчжоу-го) — Доктор физико-математических наук, профессор, заведующая кафедрой физики твёрдого тела и наноструктур Воронежского государственного университета. Действительный член РАЕН  с 1999 года. Член научной секции РАН по проблеме «Рентгеновская и электронная спектроскопии».
За выдающиеся достижения в области электронного строения полупроводников и тонкоплёночных гетероструктур учёный Домашевская Э.П. награждена президиумом Российской Академии Естественных Наук памятной медалью П. Л. Капицы.

## Основные этапы деятельности
-  1957 г.  — защита диплома на физико-математическом факультете ВГУ;
-  1967 г.  — защита кандидатской диссертации;
-  1971 г.  — присвоение звания доцента;
-  1980 г.  — защита докторской диссертации;
-  1983 г.  — присвоение учёного звания профессора;
-  1995 г.  — становится лауреатом премии Фонда Сороса;
-  1999 г.  — Домашевская Э.П. избрана действительным членом Российской Академии Естественных Наук;
-  2000 г.  — Домашевской Э.П. вручена памятная медаль П. Л. Капицы;
-  2001 г.  — повторно становится лауреатом премии Фонда Сороса;
-  2003 г.  — присвоено звание Заслуженный деятель науки Российской Федерации.

## Область научных интересов и основные результаты
Исследование электронного строения наноструктур, содержащих квантовые точки и наночастицы. Сверхструктурное упорядочение в эпитаксиальных наноструктурах AlxGa1-хAs/GaAs(100). Исследование синхротронных и ультрамягких рентгеновских спектров наноструктур и нанокомпозитов.
Обнаруженные фундаментальные закономерности взаимодействия d-s,р-электронов положены в основу разработанных Домашевской Э.П. оригинальных методик исследования механизмов межатомного взаимодействия и фазового профиля тонкоплёночных гетероструктур, составляющих технологическую основу твердотельной электроники.
Возглавляет научную школу: "Атомное и электронное строение твёрдых тел и наноструктур".

## Патенты
- Пьезогравиметрический сенсор концентрации газов № 2378643
- Способ селективного определения ацетона в воздухе № 2377551
- Пьезогравиметрический сенсор концентрации толуола № 2376590

## Научные публикации (основные)
- Список её публикаций в РИНЦ.
- ОБЩИЕ ПОКАЗАТЕЛИ ПУБЛИКАЦИОННОЙ АКТИВНОСТИ (РИНЦ).